# Hanns Jana
Hanns Jana (* 18. Juli 1952 in Tauberbischofsheim) ist ein ehemaliger deutscher Fechter, der 1976 für die Bundesrepublik Deutschland eine olympische Silbermedaille mit der Degen-Mannschaft gewann.

## Leben
1971 machte der Sohn eines Bauunternehmers sein Abitur am Matthias-Grünewald-Gymnasium in Tauberbischofsheim. Er focht für den Fecht-Club Tauberbischofsheim. Nach seiner Sportkarriere wurde Jana als Architekt tätig.

## Erfolge
1975 gewann Jana überraschend das Weltranglistenturnier Monal in Paris. Daraufhin wurde er als Ersatzmann für die deutsche Mannschaft bei den Fechtweltmeisterschaften 1975 in Budapest nominiert, kam aber nicht zum Einsatz. 1976 belegte Jana den sechsten Platz beim Monal und platzierte sich als Vierter bei der Deutschen Meisterschaft. Hinter Alexander Pusch, Jürgen Hehn, Reinhold Behr und Volker Fischer war er der fünfte Mann in der deutschen Degen-Equipe bei den Olympischen Spielen 1976 in Montreal. Er kam lediglich im Vorrundenkampf gegen Österreich zum Einsatz, mit 2:2 Gefechten half er beim 10:6-Sieg. Im olympischen Finale unterlagen seine Mannschaftskameraden den Schweden, gewannen aber die erste olympische Medaille einer deutschen Degen-Equipe überhaupt.
Für diesen Erfolg erhielt er – zusammen mit der Degen-Equipe – das Silberne Lorbeerblatt.
Bei den Fechtweltmeisterschaften 1979 in Melbourne kämpfte Hanns Jana mit der deutschen Mannschaft im Finale gegen die Sowjetunion; Alexander Pusch, Elmar Borrmann, Christian Adrians und Jana gewannen die Silbermedaille. 1980 standen diese vier Fechter zusammen mit Manfred Beckmann im Aufgebot für die Olympischen Spiele 1980, nahmen aber wegen des Olympiaboykotts nicht teil.